# Eo biển Vilkitsky
Eo biển Vilkitsky (chữ Nga: пролив Вилькицкого, chữ Anh: Vilkitsky Strait), ở vào giữa mũi phía bắc bán đảo Taymyr và đảo Bolshevik thuộc quần đảo Bắc Địa, là vùng hiểm trở nhất trên tuyến đường biển Biển Bắc; do khu biên cương Krasnoyarsk phụ trách cai quản, là nội thủy của Nga.

## Tóm tắt
Eo biển Vilkitsky là eo biển ở phía nam Bắc Băng Dương, nằm giữa bán đảo Taymyr và đảo Bolshevik, nối liền biển Kara với biển Laptev. Dài chừng 104 km, chỗ hẹp nhất  55 km, sâu 32m - 210m, băng nổi che phủ quanh năm. Mùa hè nhiều sương mù dày đặc. Để kỉ niệm đội trưởng khảo sát địa lí thủy văn Nga Boris Vilkitsky - người phát hiện eo biển đó vào năm 1913 cho nên được đặt tên.
Phía tây eo biển là quần đảo Heiberg do bốn đảo nhỏ hợp thành, phía nam là quần đảo Firnley, cũng do bốn đảo nhỏ hợp thành.
Mặt bên bán đảo Taymyr chủ yếu bao phủ đài nguyên và chóp đá, bờ biển dốc gần như thẳng đứng.